# 2007 CW79
2007 CW79, também escrito como 2007 CW79, é um objeto transnetuniano que está localizado no Cinturão de Kuiper, uma região do Sistema Solar. Este corpo celeste é classificado como um cubewano. Ele possui uma magnitude absoluta de 8,2 e tem um diâmetro estimado com 101 km.

## Descoberta
2007 CW79 foi descoberto no dia 19 de janeiro de 2007 pelos astrônomos P. A. Wiegert e A. Papadimos.

## Órbita
A órbita de 2007 CW79 tem uma excentricidade de 0,016 e possui um semieixo maior de 42,984 UA. O seu periélio leva o mesmo a uma distância de 42,124 UA em relação ao Sol e seu afélio a 43,681 UA.